# Quận Richmond, North Carolina
Quận Richmond là một quận nằm ở tiểu bang Bắc Carolina. Tại thời điểm năm 2000, quận có dân số 46.564 người. Quận lỵ đóng ở Rockingham6.
Quận được lập năm 1779 từ quận Anson. Quận đã được đặt tên theo Charles Lennox, 3rd Duke of Richmond and Lennox.
Năm 1899 phần phía đông nam của quận Richmond đã trở thành quận Scotland.

## Địa lý
Theo Cục điều tra dân số Hoa Kỳ, quận có tổng diện tích 480 square miles (1.242 km²), trong đó, 474 dặm Anh vuông (1.228 km²) là diện tích đất và 6 dặm Anh vuông (14 km²) trong tổng diện tích (1.17%) là diện tích mặt nước.

### Các thị trấn
Quận được chia thành 7 xã: Beaverdam, Black Jack, Marks Creek, Ellerbe, Rockingham, và Hamlet.

### Các quận giáp ranh
- Quận Montgomery, Bắc Carolina - Bắc
- Quận Moore, Bắc Carolina - Đông bắc
- Quận Scotland, Bắc Carolina - Đông nam
- Quận Marlboro, Nam Carolina - Nam
- Quận Anson, Bắc Carolina - Tây

## Thông tin nhân khẩu
Theo cuộc điều tra dân số2 tiến hành năm 2000, quận này có dân số 46.564 người, 17.873 hộ, và 12.582 gia đình sinh sống trong quận này. Mật độ dân số là 98 người trên mỗi dặm Anh vuông (38/km²). Đã có 19.886 đơn vị nhà ở với một mật độ bình quân là 42 trên mỗi dặm Anh vuông (16/km²). Cơ cấu chủng tộc của dân cư sinh sống tại quận này gồm 64,84% người da trắng, 30,53% người da đen hoặc người Mỹ gốc Phi, 1,65% người thổ dân châu Mỹ, 0,68% người gốc châu Á, 0,03% người các đảo Thái Bình Dương, 1,08% từ các chủng tộc khác, và 1,18% từ hai hay nhiều chủng tộc. 2,83% dân số là người Hispanic hoặc người Latin thuộc bất cứ chủng tộc nào.
Có 17.873 hộ trong đó có 32,10% có con cái dưới tuổi 18 sống chung với họ, 48,30% là những cặp kết hôn sinh sống với nhau, 17,00% có một chủ hộ là nữ không có chồng sống cùng, và 29,60% là không gia đình. 26,30% trong tất cả các hộ gồm các cá nhân và 11,20% có người sinh sống một mình và có độ tuổi 65 tuổi hay già hơn. Quy mô trung bình của hộ là 2,51 còn quy mô trung bình của gia đình là 3,01,
Phân bố độ tuổi của cư dân sinh sống trong huyện là 25,80% dưới độ tuổi 18, 10,10% từ 18 đến 24, 27,70% từ 25 đến 44, 22,80% từ 45 đến 64, và 13,60% người có độ tuổi 65 tuổi hay già hơn. Độ tuổi trung bình là 36 tuổi. Cứ mỗi 100 nữ giới thì có 96,30 nam giới. Cứ mỗi 100 nữ giới có độ tuổi 18 và lớn hơn thì, có 92,70 nam giới.
Thu nhập bình quân của một hộ ở quận này là $28.830, và thu nhập bình quân của một gia đình ở quận này là $35.226, Nam giới có thu nhập bình quân $27.308 so với mức thu nhập $20.453 đối với nữ giới. Thu nhập bình quân đầu người của quận là $14,485, Khoảng 15,90% gia đình và 19,60% dân số sống dưới ngưỡng nghèo, bao gồm 26,70% những người có độ tuổi 18 và 18,90% là những người 65 tuổi hoặc già hơn.

## Các thành phố và thị trấn
- Dobbins Heights
- East Rockingham
- Ellerbe
- Hamlet
- Hoffman
- Norman
- Rockingham
- Cordova